# Staupe
Die Staupe ist eine Viruserkrankung, die seit Jahrhunderten bei Haushunden bekannt ist. Staupe wurde bereits bei folgenden Familien beobachtet: Hunde (Canidae), Katzen, Hyänen, Marder, Kleinbären, Kleine Pandas, Bären und Schleichkatzen. Auch bei Stinktieren und Robben kann sie auftreten. Sie wird nach dem Entdecker ihres Erregers Henri Carré auch als Carrésche Krankheit, auf Englisch als (canine) distemper bezeichnet. Kennzeichnend für die Erkrankung sind hohes Fieber und Abgeschlagenheit. Je nach befallenem Organsystem können Durchfall und Erbrechen oder Atemwegssymptome auftreten. Im weiteren Verlauf kann es zu einer Schädigung des Gehirns mit zentralnervösen Erscheinungen kommen.
Bis zur Einführung der Impfung in den 1960er Jahren war die Staupe in Deutschland eine der verlustreichsten Hundekrankheiten. Seit den 1980er Jahren ist aber wieder eine Zunahme der Viruskrankheit zu beobachten, die mit der zunehmenden Impfmüdigkeit und dem Hundeimport aus Osteuropa zusammenhängt.

## Erreger
Die Krankheit wird durch das Canine Staupevirus (CDV, Canine Distemper Virus) ausgelöst. Der Erreger ist ein Morbillivirus aus der Familie der Paramyxoviridae. Es ist eng verwandt mit dem Masernvirus des Menschen, dem bovinen Rinderpestvirus und dem Seehund-Staupevirus, welches für das massenhafte Seehundesterben 1988 in der Nordsee verantwortlich war. Außerhalb des lebenden Organismus bleibt der Erreger nur wenige Tage infektiös. Während er gegenüber Trocknung und Kälte recht resistent ist, wird er von allen gängigen Desinfektionsmitteln sehr schnell inaktiviert.

## Pathogenese

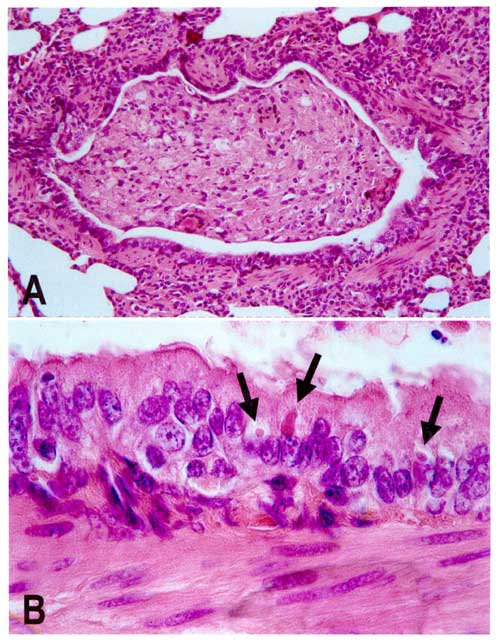
Histologisches Präparat aus der Lunge eines Afrikanischen Wildhundes mit Staupe. A: Verlegte Bronchiole mit umgebendem lymphozytärem Infiltrat. B: Detailaufnahme mit erkennbaren Einschlusskörperchen durch Einlagerung von Virusproteinen. (HE-Färbung)

Von der Erkrankung sind vor allem junge Hunde im Alterszeitraum von acht Wochen bis sechs Monaten betroffen. Die Inkubationszeit beträgt in der Regel zwischen drei und sieben Tagen. Nachdem das Virus über die Maul- oder Nasenschleimhaut aufgenommen wurde, vermehrt es sich zunächst in den Mandeln oder den Bronchiallymphknoten. Vier Tage nach der Infektion kommt es zur Virämie, in deren Folge vor allem Gewebe des Abwehrsystems wie Milz, Thymus, Knochenmark, Lymphknoten oder Kupffer-Sternzellen besiedelt werden. Kann der Körper innerhalb der ersten neun Tage ausreichend Antikörper bilden, bilden sich im Allgemeinen keine Krankheitssymptome aus. Unterbleibt die Bildung von Antikörpern, befällt der Erreger neben dem Verdauungs- und dem Nervensystem auch den Atmungsapparat und den Urogenitaltrakt. Da ab diesem Zeitpunkt alle Sekrete und Exkrete des Hundes Virusmaterial enthalten, kann sich die Krankheit in der Population weiterverbreiten.

## Krankheitsverlauf
Abhängig von den befallenen Organen werden unterschiedliche Verlaufsformen beobachtet, die jedoch auch kombiniert auftreten können. Allen gemeinsam ist das Auftreten hohen Fiebers, welches bis auf 41 °C ansteigen kann, sowie Appetitlosigkeit und Apathie.
- Magen-Darm-Trakt: Erkrankungen dieses Organsystems sind die häufigsten und ersten Anzeichen einer Staupeinfektion; sie äußern sich in akuten Durchfällen und heftigem Erbrechen.

- Atmungsapparat: Staupe äußert sich in diesem Organsystem mit Niesen, Husten, Atemnot, Nasenausfluss, „Backenblasen“, Giemen und verschärften Atemgeräuschen. Hinzu können noch Bindehautentzündungen kommen.

Bleibt es bei diesen beiden Formen, nimmt die Krankheit einen vergleichsweise milden Verlauf und hat nach zwei bis vier Wochen häufig eine Erholung zur Folge. Wird jedoch das Nervensystem betroffen, ist die Prognose wesentlich ungünstiger und endet häufig mit dem Tod des Tieres.
- Nervensystem: die Krankheit ist gekennzeichnet durch Veränderungen im Bereich der Augen (Sehnervschädigungen, Veränderungen der Netzhaut), des Rückenmarks (führt zu Paresen und Ataxie); daneben kommt es zu Anzeichen einer Gehirnerkrankung: Kopfschiefhaltung, Ausfall von Hirnnerven, Nystagmus, Hypermetrie, epileptiforme Anfälle, Depression, Blindheit und rhythmisches Muskelzittern („Staupetick“).

Mit schweren Verlaufsformen verbunden sind Hyperkeratosen im Bereich der Ballen und des Nasenspiegels, die sogenannte Hard pad disease (Hartballenkrankheit). Sie ist als prognostisch ungünstiges Zeichen zu werten. Da die Viren auch die für die Zahnbildung zuständigen Zellen (Adamantoblasten) befallen, tritt nach einer im Welpenalter überstandenen Infektion nicht selten ein Staupegebiss auf, welches durch ausgedehnte Defekte des Zahnschmelzes der Hunde gekennzeichnet ist.
Als Spätfolge einer Staupeinfektion kann es bei älteren Hunden selten zu einer chronisch fortschreitenden Entzündung des Gehirns (Enzephalitis) kommen; man spricht dabei von Old Dog Encephalitis (ODE). In solchen Hunden kann das Staupevirus aus nicht näher erforschten Gründen dauerhaft im Hirn persistieren und verursacht sich progressiv verschlimmernde neurologische Symptome. Viren werden dabei keine ausgeschieden, so dass solche Hunde für Artgenossen nicht ansteckend sind.
Bei Nerzen, Frettchen und Waschbären verläuft die Infektion in der Regel tödlich. Der Äthiopische Wolf ist in seiner Existenz durch die Staupe bedroht. Obwohl die Art keine natürlichen Feinde hat, sind die Bestände durch die Staupe massiv bedroht. Streunende Hunde übertragen diese Krankheit leicht auf die Rudel.

## Diagnose
Die Diagnose der Staupeerkrankung ist außerordentlich schwierig. Ein klinischer Verdacht kann bei entsprechenden Symptomen und einer fehlenden oder unvollständigen Grundimmunisierung geäußert werden. Serologische Untersuchungen sind bei geimpften Tieren ohne Bedeutung, da nicht zwischen Antikörpern einer Infektion oder Impfung unterschieden werden kann. Ein direkter Virusnachweis im Blut kann in der Spätphase der Infektion negativ ausfallen, wenn die virämische Phase bereits vorüber ist. Am sichersten kann die Diagnose am lebenden Tier durch einen Nachweis der Virus-RNA mittels RT-PCR im Blut und Liquor cerebrospinalis gestellt werden. Da die Viruslast während einer Infektion deutlich höher ist als nach einer Impfung, lässt sich mit einer quantitativen RT-PCR auch bei geimpften Hunden eine Infektion nachweisen, lediglich im Anfangsstadium einer Infektion können falsch positive Befunde auftreten. Bei Spätformen nach überstandener epithelialer Manifestation sind der Virusnachweis im Urin oder im Hirnwasser am sinnvollsten zur Diagnosesicherung.
Bei toten Tieren kann die Diagnose anhand einer Vakuolisierung, das ist die Bildung von Vakuolen, im Neuropil sowie durch den Nachweis eosinophiler Einschlusskörperchen im Zellkern (intranukleär) von Gliazellen oder in den Epithelzellen des Verdauungs-, Atmungs- oder Harntrakts gestellt werden.

## Behandlung
Die Behandlung kann nur symptomatisch erfolgen, die Verabreichung von Virostatika ist nicht etabliert. Üblicherweise werden Antibiotika zur Bekämpfung bakterieller Sekundärinfektionen sowie hustenstillende und schleimlösende Mittel verabreicht. Bei Durchfall mit Dehydratation ist eine Flüssigkeitsgabe sinnvoll. Bei schweren neurologischen Ausfällen sollte eine Einschläferung in Betracht gezogen werden.

## Prophylaxe
Impfungen sind die wichtigste Prophylaxe, gerade weil die Erkrankung in den letzten Jahren wieder vermehrt aufgetreten ist. Daher sollten Hunde mittels einer Grundimmunisierung und anschließenden Wiederauffrischungsimpfungen geschützt werden. Weil Hundewelpen oft noch sehr lange über einen Schutz durch maternale Antikörper verfügen, kann der richtige Zeitpunkt für den Beginn einer Grundimmunisierung variieren. Die Ständige Impfkommission vet. empfiehlt jedoch für junge Hunde eine Erstimpfung im Alter von acht Wochen, vier Wochen später die Zweitimpfung und mit 16 Wochen die dritte Vakzination sowie eine Wiederauffrischung nach 15 Monaten. Ab dem zweiten Lebensjahr ist eine Wiederauffrischung im dreijährlichen Rhythmus ausreichend. Sollte ein Welpe erst nach zwölf Lebenswochen erstmals geimpft werden, reichen zwei Impfungen im Abstand von drei bis vier Wochen sowie eine Auffrischung nach einem weiteren Jahr zur Grundimmunisierung. Es gibt inzwischen auch Impfstoffe, z. B. Nobivac SHP, bei denen eine Impfung im Alter ab 12 Wochen für die Grundimmunisierung ausreichend ist und dann alle drei Jahre wiederholt wird.
Eine Sonderform ist die nach einer Impfung auftretende postvakzinale Staupeenzephalitis. Hier kommt es drei Tage bis drei Wochen nach einer Impfung zum Ausbruch der Krankheit. Betroffen sind vor allem Tiere bis zu einem Alter von sechs Monaten. Ursachen sind eine zum Zeitpunkt der Impfung bereits bestehende latente Staupeinfektion, eine erhöhte Infektanfälligkeit oder selten auch eine ungenügende Abschwächung des Impfstoffs.
Frettchen können ab der zehnten Lebenswoche gegen Staupe geimpft werden. Hier gilt eine Impfung im jährlichen Rhythmus als ausreichend.
Im Umgang mit erkrankten Tieren ist strikte Hygiene erforderlich, um eine Verbreitung der Viren zu vermeiden. Zur Therapie wird die Behandlung mit Serumantikörpern und Interferonen eingesetzt, gegen die Begleit- und Folgeerkrankungen sind Infusionen und die Verabreichung von Antibiotika angezeigt.
In Fällen, in denen ein Wurf einem hohen Infektionsdruck ausgesetzt ist, ist es möglich, die Welpen schon ab dem Alter von sechs Wochen mit humanem Masernimpfstoff zu impfen. Aufgrund der engen Verwandtschaft von Staupe- und Masernviren bietet diese Impfung einen Schutz vor einer klinischen Staupeerkrankung: Durch die geringfügig verschiedenen Antigene wird der Impfstoff nicht in nennenswerter Weise von den zu diesem Zeitpunkt noch vorhandenen maternalen Antikörpern inaktiviert und stimuliert so die Ausbildung einer Immunantwort, die klinisch auch gegen das Staupevirus wirksam ist. Auch die experimentelle Infektion von Hunden mit Masernviren führt zur Ausbildung einer Immunität gegen Staupe.